# 塞涅莱
塞涅莱（法語：Seignelay，法語發音：[sɛɲlɛ]）是法国勃艮第-弗朗什-孔泰大区约讷省的一个市镇，属于欧塞尔区。

## 地理
塞涅莱（47°54'12"N, 3°36'6"E）面积13.47 平方千米，位于法国勃艮第-弗朗什-孔泰大區约讷省，该省份为法国中北部内陆省份，西接卢瓦雷省，西北接塞纳-马恩省，南至涅夫勒省，东临科多尔省，东北与奥布省接壤。
与塞涅莱接壤的市镇（或旧市镇、城区）包括：博蒙、约讷河畔舍米伊、居尔日、欧特里沃、埃里。

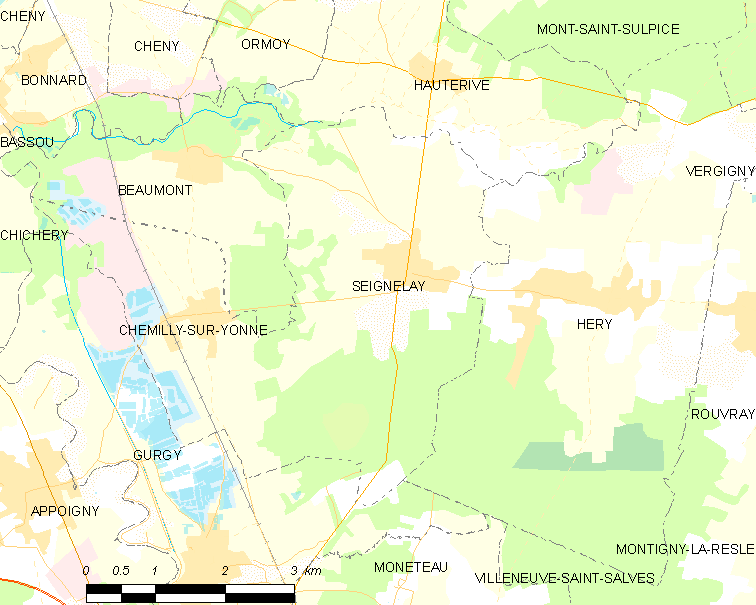
塞涅莱的OSM定位图

塞涅莱的时区为UTC+01:00、UTC+02:00（夏令时）。

## 行政
塞涅莱的邮政编码为89250，INSEE市镇编码为89382。

## 政治
塞涅莱所属的省级选区为圣弗洛朗坦县。

## 人口

1962-2008年间塞涅莱人口变化图示

塞涅莱于2022年1月1日时的人口数量为1460人。